# Donna Brazile
Donna Brazile (New Orleans, 15 dicembre 1959) è una politica statunitense.

## Biografia

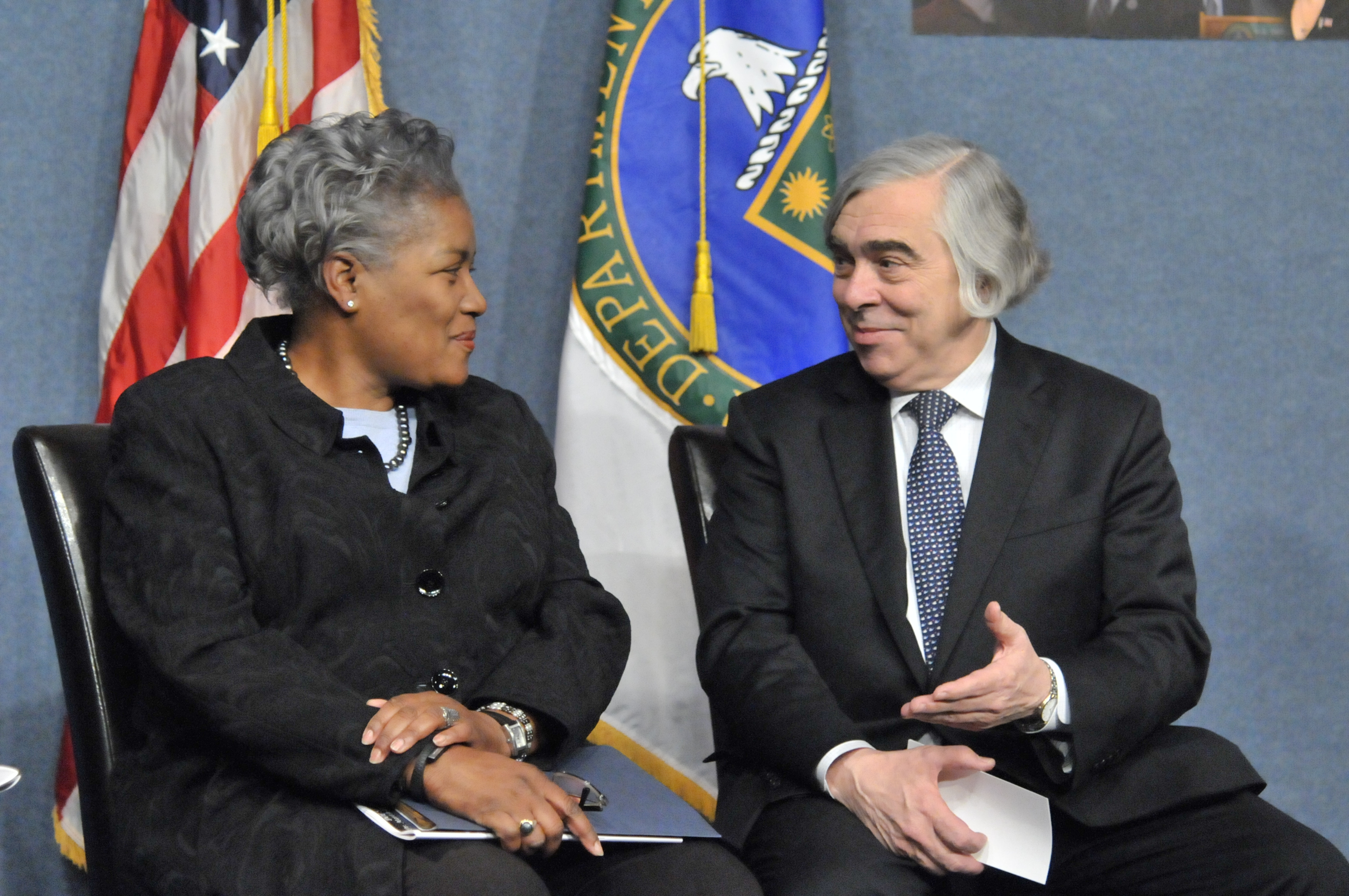
Donna Brazile ed Ernest Moniz nel 2014

Ha avuto ruoli direttivi in varie campagne elettorali presidenziali dal 1984, ha diretto la campagna di Al Gore del 2000 ed è stata presidente ad interim del Comitato nazionale democratico per un breve periodo nel 2011 e per sette mesi tra il 2016 e il 2017.
È stata a lungo commentatrice per programmi della CNN e ABC. 
Ha scritto due libri sulle sue esperienza politiche: Cooking With Grease - Stirring the Pots in American Politics, uscito nel 2004 con Simon & Schuster, e Hacks: The Inside Story of the Break-ins and Breakdowns That Put Donald Trump in the White House, uscito nel 2017 con Hachette. Il secondo libro ha destato notevole attenzione nella stampa per via della rivelazione di accordi finanziari del 2015 fra il partito democratico e la campagna di Hillary Clinton prima delle primarie.